# Parròquia de Mazzalve
La Parròquia de Mazzalve (en letó: Mazzalves pagasts) és una unitat administrativa del municipi de Nereta, al sud de Letònia. Abans de la reforma territorial administrativa de l'any 2009 pertanyia al raion d'Aizkraukle.

## Pobles, viles i assentaments
- Ērberģe
- Lielmēmele
- Krasti
- Timsēni
- Vecmēmele
- Sudrabkalni

## Hidrografia

### Rius
- Nemunėlis
  - Dienvidsusēja
    - Krācējgrāvis
    - Zalvīte

  - Viesīte
    - Cēzīte
    - Dzilna
    - Jūgupe
    - Žebere

### Llacs
- Lielākais
- Baltezers